# 迷蛺蝶屬
迷蛺蝶屬（學名：Mimathyma）是閃蛺蝶亞科裡面的一屬。4個物種主要分佈於東南亞。

## 物種
- 環帶迷蛺蝶 （Mimathyma ambica） Kollar, [1844]
- 迷蛺蝶 （Mimathyma chevana） Moore, [1865]
- 夜迷蛺蝶 （Mimathyma nycteis） Ménétriès, 1859
- 白斑迷蛺蝶 （Mimathyma schrenckii） Ménétriès, 1859